# Amphilius lamani
Amphilius lamani es una especie de pez de la familia Amphiliidae en el orden de los Siluriformes.

## Morfología
Los machos pueden llegar alcanzar los 9,6 cm de longitud total.

## Distribución geográfica
Se encuentran en África, más específicamente en el río Congo en la República Democrática del Congo.